# スマ
スマ（須萬、須万、須満、縞鰹）は、条鰭類スズキ目サバ亜目サバ科マグロ族に分類されるスマ属 Euthynnus Kishinouye, 1920 に属する海水魚の属、およびその一種である E. affinis (Cantor, 1849) の和名。本項では特記なき限り E. affinis について解説する。 E. affinis は日本ではスマガツオ、ヤイト、ヤイトガツオとも呼称される（後述）。
インド太平洋（インド洋・太平洋）の温帯・亜熱帯・熱帯域に広く分布する大型肉食魚で、刺身などで食用にされる。マグロやカツオの仲間で、「全身トロ」と形容される脂の乗りの良さと滑らかな食感から、日本では愛媛県などで高級魚として養殖が行われている。

## 呼称
2024年時点の標準和名は「スマ」であるが、かつては Euthynnus yaito Kishinouye, 1915 として記載されており、標準和名はヤイトだった。「スマ」は東京・高知・宇和島における呼称である。
「ヤイト」の異称は胸鰭下方の腹部に複数ある黒斑を、灸（やいと）の痕に見立てたものである。榮川省造は「スマ」の語源について、この種の背部体側にある曲線状の黒い横帯の存在から、縦縞を有するカツオ Katsuwonus pelamis に対し「横縞」を有するという意味で「縞」（シマ）と呼ばれていたものが「スマ」に転じたのだろうと考察している。しかし藤原昌高 (2022) は、ヒラソウダ Auxis thazard を「スマ」と呼称する地域（後述）やスマを「ソマ」と呼称する地域の存在から、榮川の「縞鰹」語源説に疑問を呈している。
学名（ラテン語名）のうち、属名の由来は、ギリシャ語による合成語「eu（=good、良）+thynnos（=tuna、マグロ）」である。またかつての種小名 yaito は前述のように「灸」に由来する。
英語名は、Kawakawa、Kawa kawa、Black skipjack、Black skipjack tuna、Eastern little tuna、Island skipjack、Little tuna、Little tunny、Mackerel tuna、その他多数が存在する。研究者たちの間ではポリネシア語の kawakawa （カワカワ）がよく用いられている。また Yaito という英名も用いられる。
中国語では「巴鰹」（バージエン）と称する。台湾語では「煙仔魚」（イエナヒー）、「三點仔」（サムディアマー）などと称する。

### 日本における地方名
日本における地方名としては、ワタナベ（千葉県勝山）、スマガツオ（東京都）、キュウテン（八丈島）、ホシガツオ（高知県）、ヤイト、ヤイトガツオ（西日本各地）、ヤイトマス（和歌山県）、ヤイトバラ（近畿地方）、オボソ（愛媛県南宇和郡愛南町）、セガツオ（九州）、ウブシュ（宮古島）、ウブスカツ、ホウサン、ヒラスマ、ヒラ（徳島県海部郡）などがある。
八丈島における地方名「キュウテン」は「ヤイト」と同様に「灸点」が由来で、二木島における「ホクロ」も同義である。「ワタナベ」の「ワタ」は（「渡る」という意味で）「海」を、「ナ」は「ノ」を、「ベ」は（群れをなすという意で）「部」をそれぞれ意味しており、すなわち群れをなして泳ぎ回る（海水魚）という意味である。尾柄部が特に細いことから、愛媛・鹿児島では「オボソガツオ」と、また腹部が柔らかいことから三重では「ヤワラ」ともそれぞれ呼称される。
なお高知県や徳島県海部郡、和歌山県の紀北地方では、単に「スマ」と呼ぶ場合はこちらのスマではなく、よく似たヒラソウダのことを指し、こちらのスマを「モンズマ」「ヤイト」「ヒラスマ」などの地方名で呼称する場合もある。高知県では「ヤイト」「モンズマ」以外にも「モンタ」「オボソ」という地方名でも呼ばれる。三重県や和歌山県でもスマとソウダガツオの混称として「スマ」や、同様に「縞」が転じたとされる「ソマ」が用いられ、千葉県の「ワタナベ」もスマとソウダガツオの大型個体の混称として用いられる。
カツオ（ホンガツオ、マガツオ）やヒラソウダ、マルソウダ Auxis rochei 、ハガツオ Sarda orientalis とともに「カツオ」と総称される場合もある。

## 分布
インド太平洋（インド洋・太平洋）の温帯から熱帯にかけた海域に分布する。分布域は海水温18℃から20℃程度、もしくは海水温18℃から29℃の海域である。日本では、相模湾から屋久島の太平洋沿岸、兵庫県から九州南部の日本海沿岸、東シナ海沿岸、琉球列島沿岸に分布する。ただし日本海には稀である。日本国外では台湾やハワイ、西南太平洋諸島の近海で確認されている。
北日本における漁獲記録としては、2022年以前に青森県の太平洋側や秋田県沖の日本海での記録があり、また同年9月末には青森県西津軽郡深浦町沖の日本海でも水揚げされており、海水温の上昇によって生息域が北上している可能性が指摘されている。また北海道の道南でも発見されている。藤原昌高は2022年時点で、2010年前後に比して温暖化の影響でスマの分布域が北上し、かつてはあまり漁獲されなかった相模湾・千葉県外房でも水揚げされるようになったり、三重県・長崎県五島列島・鹿児島県などで体重2キログラム (kg) 以上の大型個体がまとまって水揚げされるようになったりしていると評している。

## 特徴
最大級の成魚個体の場合、全長は100センチメートル (cm) を超え、体重は10 kgに達する。しかし、日本で主に見かける個体は全長50 - 60 cm程度であり、体長50 cm以下のものが一般的である。また日本国内における一般的なサイズは体長60 cm、体重3 - 4 kg程度とする文献や、尾叉長は通常60 cmまで、最大1 mとする文献もある。
体型はカツオなどと同様の紡錘形で、体幹は円く太い。鱗は眼の後部・胸鰭周辺（胸甲部）・側線周辺にしかない。カツオとは異なり、口腔内の口蓋骨に歯があり、時には鋤骨にも歯がある。脊椎骨数は39個（カツオは41個）、第一背鰭は15 - 17棘ないし15 - 16棘（カツオは15 - 17棘）で、前端部が高い。第二背鰭は12 - 13軟条と8離鰭（カツオは2棘+12 - 15軟条と8離鰭）、ないし7 - 8離鰭で、臀鰭は13軟条ないし12 - 14軟条と7離鰭（カツオは2棘+12 - 15軟条と7離鰭）。胸鰭は25 - 27軟条、腹鰭は1棘5軟条。尾鰭は叉状である。背部は暗青色で、明灰色の部分には斜めに走る縞があり、これが横縞に見立てられたことが前述の「スマ」の和名の語源と考えられる。この背部の模様はソウダガツオ類と同じく、サバのような模様と形容される。また体側腹部は銀白色である。
スマはヒラソウダとよく似ているが、ヒラソウダより体高が高く、より大型になる。また「ヤイト」の異称の通り、胸鰭の下に数個の黒い斑点があることが特徴である。この黒斑は3個のものが多いとする文献があるが、数・濃淡には個体差があり、ほとんど見えないものもあるとする文献もある。また大型個体では斑点が小さくなる。この斑点はカツオの縞紋様（死後鮮明になる）とは対照的に、死後は不明瞭になる。

### 仔魚・幼魚
仔魚は全長4 mm前後から胸鰭・尾鰭の鰭条が分化し始め、全長6 mm程度になると、上下の顎先端、下顎側部、第1背鰭に黒色素胞が出現する。これらの黒色素胞は成長に伴ってその数を増し、仔魚期の終わりには第1背鰭全体が黒っぽくなり、また下顎側部には数個の色素叢が点列状に並ぶようになる。前脳部・峡部・肛門直前の腹面に黒色素胞がある点でマグロ属の仔魚と、またそれらの特徴に加えて第1背鰭の色素胞発達の相違からカツオやソウダガツオ属の仔魚とそれぞれ区別できる。またハガツオの仔魚とは形態的特徴がが酷似しているが、ハガツオの仔魚はスマの仔魚と違い、眼上隆起縁が発達する特徴や、尾部腹面に顕著な色素叢が点列状に並んでいる特徴がある。仔魚は全長11 mm前後にまで成長すると、各鰭条数が成魚と同数になる。
スマの幼魚は全長18 cm前後の場合、成魚の特徴である胸鰭下の黒斑が未発達であり、ソウダガツオ類の幼魚と酷似しているが、体側に8条。ないし約12条の黒っぽい横帯が見られ、この模様の有無で区別することができる。またソウダガツオ類とは異なり、スマの幼魚の両顎には歯がある。全長20 cm程度まで成長すると、胸鰭下方の黒斑が出現し始める。。

## 生態
沿岸の表層・中層域に生息し、高速で遊泳する。成魚は単独、もしくは10尾前後の群れで回遊する。カツオやソウダガツオ類などに比べて個体数は少なく、スマ1種だけで大群を作ることはない。
南西諸島・小笠原諸島の沿岸では通年釣れるが、本州太平洋岸では8月から10月と釣期が限られる。相模湾・駿河湾ではソウダガツオ類の群れの中から稀に釣れる程度で、まとまって漁獲されることはないため、沿岸の表層をカツオやソウダガツオ類、ハガツオなど他のカツオ類に混じって回遊していると考えられている。カツオの仲間としては沿岸性が強く、島嶼部では磯際まで回遊する。食性は肉食性で、主な食物はアジ・イワシなどの魚類、イカ類、甲殻類などである。沖合の表層で小魚などを捕食する。スマを捕食する天敵はカジキ類、マグロ類である。また好奇心が強く、リーフ（礁）の外縁などに潜水したダイバーに接近してくることもある。
日本近海では通常、6月から9月が産卵期とされる。産卵期は南方に行くほど長くなり、北赤道海流沿いでは冬期を除く8か月にわたって産卵する。熱帯では通年産卵するとする文献もある。特定の産卵場は持たず、産卵は1個体につき複数回にわたって行われ、1産卵期に250万粒前後を産卵する。カツオの卵は球形で、直径は1.0 mm前後であるが、スマの卵はカツオの卵と酷似しており、受精卵は径1.5 mmで、産卵から約1日で孵化する。日本近海では4月から7月ごろにかけ、九州から琉球列島にかけての水域で仔魚が見られる。産卵域は食物が乏しい外洋域であるため、孵化直後の仔稚魚は一緒に生まれた兄弟を共食いする。
寿命は約6年である。成長が速く、自然界では満1歳で体重1 kgに育ち、満2歳で成熟する。生後3年で全長50 cm前後に達し、成熟し始めるとする文献もある。。自然界で誕生した稚魚を採集して養殖したスマの場合、生後3年目の夏に産卵する。

## 分類
スマ属 Euthynnus のうち、日本国内で記録されている種はスマ E. affinis の1種のみであるが、海外にはスマ以外に以下の2種類が分布している。
近縁種
タイセイヨウヤイト Euthynnus alletteratus（Rafinesque, 1810） Little tunny
地中海・黒海、カリブ海・メキシコ湾を含む大西洋の熱帯・温帯沿岸域に分布する。スマより小型である。
ブラックスキップジャック（ボニート） Euthynnus lineatus Kishinouye, 1920 Black skipjack tuna
東太平洋の熱帯・温帯海域に分布する。スペイン語で「可愛い魚」を意味する「ボニート」の名でも呼ばれる。

## 人間との関わり

### 漁獲
日本では曳網、定置網、巻き網、釣りといった漁法で漁獲される。またカツオ釣り漁やマグロ延縄漁で混獲される。伊豆諸島では5月から11月にかけて盛んに漁獲される。フィリピン、マレーシア、パキスタン、インドなどでは重要な漁獲対象となっており、1990年代には年間10万トン前後が捕獲された。
愛媛県南宇和郡愛南町では、カツオの一本釣り漁で時折釣れるという。また和歌山県ではカツオの曳縄漁などで稀に漁獲されるが、漁獲量は少なく、食味の高さも相まって市場では高値で取引されている。日本では天然物、および体重2 kgを超える魚は1500円/kg以上の高価がつく。またテレビの全国放送で「幻のカツオ」として紹介されたこともある一方、九州ではさほど珍しい魚ではなく、比較的安価に入手できる魚であるとする文献もある。かつては西日本に多い一方で東日本には少なかったが、2000年以降はそれ以前と比べ、流通技術の向上や漁獲量の増加により、関東地方などでも見かける機会が増していると指摘されている。藤原はスマについて、2010年（平成22年）前後までは非常にローカルな魚で、漁獲量の少なさや鮮度低下の速さから、東京の市場には稀に入荷してくる程度でしかなかったが、2022年時点では温暖化による分布拡大の影響から東京の豊洲市場でも見かける頻度が増えてきたものの、食味の評価が高いため入荷量が増えても高値で取引されており、自身が買い求めたスマの中で最も高価だった個体は体重3 kg以上で、1尾9000円程度（3000円/kg程度）だったと述べている。愛媛大学南予水産研究センターによれば、スマは築地市場など中央卸売市場にはほとんど出荷されず、多くが水揚げ産地で消費されていた魚である。
カツオやソウダガツオと同じく、遊漁では活イワシの泳がせ釣り、一本釣り、ルアー釣りで釣れる。また島嶼部で磯・防波堤からのカゴ釣り、泳がせ釣りでヒラマサの外道として釣れたり、カツオ、メジマグロ、シイラなどを狙ったフカセ釣りやトローリングで外道として釣れたりする場合もある。

### 食材として
鮮魚は丸のまま、もしくは切り身に加工された状態で流通する。魚肉はカツオに似た赤身で、大型になるに従って脂の乗りが良くなる。カツオより肉の赤みが濃いとする文献、身はピンク色であるとする文献もある。日本における旬は秋から冬とする文献、春とする文献、春から夏とする文献がある。特に冬は非常に脂が乗り、美味になるとする文献もある。小型個体は晩秋から春にかけても大型個体ほど脂は乗らないが、大型個体の味が落ちる8月後半から9月にもあまり味が落ちない。
味はカツオに似るが、カツオより身がやや柔らかく、同じ大きさならカツオの方が美味であるとする文献や、カツオより味が良いとする文献がある。日本ではカツオと同様に、刺身、たたき（土佐造り）、なめろうなど生食のほか、竜田揚げ、角煮、天ぷら、塩焼き、照り焼きなどで食される。またあらなどからは良質な出汁が取れる。藤原はスマについて、あまり値がつかなかった2010年前後以前は漁師が好んで家に持って帰って食べる魚であり、また鮮度の低下が早いことから、漁港周辺の居酒屋などでは煮付けで提供されることが多かったと述べている。
鮮魚以外にも、燻製、干物、缶詰、削り節の原料として利用される。
ハワイなどでは一般的な魚である。台湾では刺身、スープ、鉄板焼などに利用されている。

#### 養殖
日本では、愛媛県と和歌山県でスマの養殖の研究が進められており、出荷・販売も行われている。
愛媛県は長年にわたって養殖魚の生産額が日本全国の4分の1を占めていたが、その9割がマダイとブリに偏っており、価格下落や魚の感染症流行といったリスクに備えた魚種の多様化が課題となっており、県と愛媛大学が2013年からスマの養殖の共同研究を行っている。この研究のきっかけは、愛媛大学南予水産研究センター教授の松原孝博が養殖魚の新魚種を考えていた折、クロマグロの養殖生簀に偶然入っていたスマを食べたところ、クロマグロに匹敵する美味な魚だと感じたことであるという。愛媛大学は採卵のための親魚の飼育・研究を、愛媛県水産研究センター（宇和島市）が卵を孵化させ、種苗となる稚魚を全長約5 cmになるまで育成させる役割を担当している。また和歌山県では、串本町の和歌山県水産試験場がマダイに代わる養殖魚として、スマの養殖用稚魚の生産に取り組んでいる。
和歌山県ではかねてからクロマグロやクエなどの養殖が行われていたが、これらの魚は成長まで長期間を要し、初期投資などの負担も大きい。マグロと比較したスマの養殖魚としての利点としては、味がマグロに似ているため、クロマグロの代替魚としての需要を見込める点に加え、以下のようにマグロより小型であるがゆえの利点も挙げられている。
- 既存の魚の養殖施設を活用できる[58]。
- 切り身として仕入れることになるクロマグロとは違い、スマは1尾丸ごと仕入れて料理の直前に捌くことができる[57]。
- 成長速度の速さ、即ち孵化から出荷できるまでの期間の短さ。マグロは出荷サイズの体重数十 kgまで育てるのに3年程度を要するが、スマは1年半程度で出荷可能なサイズである体重3 kg程度まで育成できる[57]。またハマチやマダイは孵化から出荷までに1年半以上を要する一方、スマは孵化から半年程度で体重2.5 kg、全長50 cm程度まで成長するとする文献もある[42]。

一方で知名度の低さや、人工孵化させる場合の孵化率および孵化後の生存率の低さ、低水温への耐性の低さが課題となっており、2015年時点では愛媛県では養殖できる海域は県最南部に限定されている。また養殖時の難点として、音や光に対し非常に敏感であることから、生簀にいるスマが近くを走行する車のヘッドライトに反応し、網にぶつかって死ぬこともあることが挙げられている。
愛媛では「伊予の媛貴海」（ひめたかみ）および「媛スマ」、和歌山では「海の三ツ星」のブランド名で売出しを図っている。愛媛県では2016年度以降、養殖スマのうち体重2.5 kg以上、脂肪含有率25%以上のスマを「伊予の媛貴海」のブランドで販売しており、その基準に該当しないものは単に「スマ」として販売していたが、県産の養殖スマの市場評価の高さを受け、2019年には愛媛県産養殖スマを包括する総称として「媛（ひめ）スマ」を設定し、他産地産のスマとの差別化やブランドの確立を目指している。
養殖にあたっては夏に餌をよく食べ、大きく育つことや、越冬時には海水温15℃以上が必要なことが判明している。このため愛媛県では、水温を上げた水槽で親魚を飼育することにより、5月ごろに採卵して夏前に孵化させている一方、養殖可能な海域を拡大するため、より低温に強い品種の研究、さらにはスマに適した配合飼料の開発にも取り組んでいる。このように愛媛県はスマを県産養殖魚「愛育フィッシュ」の柱の一つに据えようと普及に取り組んできたが、2024年（令和6年）9月には同年に設立されたばかりの最大手養殖会社が飼料価格の高騰、種苗の生存率の低さなどから撤退し、同年から翌2025年（令和7年）にかけての冬には「媛スマ」が飲食店やスーパーマーケットに流通しなくなったことが報じられている。

### 非食材利用
食用以外にマグロやカジキなどの釣り餌として使われることもある。
また日本では食用魚としての養殖が始まる以前から、東海大学海洋科学博物館、名古屋港水族館、葛西臨海水族園、海遊館、四国水族館など、複数の水族館での飼育実績があり、名古屋港水族館や海遊館では産卵も確認されている。元名古屋港水族館職員で、同館の「黒潮大水槽」でカツオ・マグロ類の飼育を手掛けていた斉藤知己は、カツオ・マグロ類は水槽の壁面に激突死することが多いため、水族館での長期飼育は難しく、水槽内での寿命はクロマグロで長くて3年程度、カツオ・キハダ・コシナガが1年であるが、スマは他のカツオ・マグロ類に比べて沿岸性が強く、時に接岸して磯に入り込んでも器用に方向転換できるためか、最初に搬入した個体が10年近く生存していたと述べている。阿部宏喜は、スマはマグロ・カツオ類の中でも飼育しやすい種であるため、日本の水族館の円形水槽で最も多く飼育されている種であると述べている。